# Palmi
Palmi és un comune (municipi) de la Ciutat metropolitana de Reggio de Calàbria, a la regió italiana de Calàbria. A 1 de gener de 2019 la seva població era de 18.568 habitants.
Palmi limita amb els municipis de Gioia Tauro i Seminara.